# Gross Bigerhorn
Il Gross Bigerhorn (detto anche più semplicemente Bigerhorn - 3.626 m s.l.m.) è una montagna del Massiccio del Mischabel (Alpi Pennine) nel Canton Vallese.

## Caratteristiche
La montagna è collocata a nord del Balfrin lungo la cresta che passando dal Kein Bigerhorn scende al Färichhorn.
Essa contorna ad est il Riedgletscher.

## Salita alla vetta
Si può salire sulla vetta partendo dalla Bordierhütte.